# المقلوع (بعدان)

تعديل مصدري - تعديل

المقلوع هي إحدى قرى عزلة بني منصور بمديرية بعدان التابعة لمحافظة إب، بلغ تعداد سكانها 151 نسمة حسب تعداد اليمن لعام 2004.